# Patrick Gasienica
Patrick Gasienica (* 28. November 1998 in McHenry, Illinois; † 12. Juni 2023 ebenda) war ein US-amerikanischer Skispringer.

## Leben
Patrick Gasienica stammte aus McHenry, Illinois. Er absolvierte die Richmond Burton Community High School in Richmond. Sein Vater, Albert Gasienica, war ein polnischer Skispringer, bevor er als junger Erwachsener in die Vereinigten Staaten zog.
Patrick Gasienica debütierte am 12. und 13. September 2015 bei zwei Wettbewerben im Schweizerischen Einsiedeln im FIS-Cup, wo er die Plätze 63 und 65 belegte; seitdem startete er regelmäßig bei Wettbewerben im FIS-Cup, wobei sein bestes Ergebnis bisher (Stand März 2019) ein neunter Platz in Park City, Utah am 19. Dezember 2018 war.
Bei den Nordischen Junioren-Skiweltmeisterschaften 2016 im rumänischen Rasnov wurde Gasienica im Einzelwettbewerb disqualifiziert und belegte im Mannschaftswettbewerb zusammen mit Nathan Mattoon, Casey Larson und Kevin Bickner nur den 12. und letzten Platz. Ein Jahr später belegte er bei den Junioren-Skiweltmeisterschaften 2017 in Park City, Utah im Einzelwettbewerb den 53. Platz, im Mannschaftswettbewerb erreichte er mit Decker Dean, Trevor Edlund und Casey Larson den 11. Platz.
Am 26. Februar 2017 debütierte Gasienica in Iron Mountain, Michigan im Continental Cup und belegte hier die Plätze 43 und 41.
Bei den Nordischen Skiweltmeisterschaften 2019 in Seefeld in Tirol konnte sich Gasienica als zweimal 56. der Qualifikation für beide Einzelwettbewerbe nicht qualifizieren. Im Mannschaftswettbewerb am 26. Februar 2019 belegte er zusammen mit Andrew Urlaub, Kevin Bickner und Casey Larson den 11. Platz.
Bei den Olympischen Winterspielen 2022 in Peking wurde er auf der Normalschanze 49., während er sich auf der Großschanze nicht für den Wettbewerb qualifizieren konnte. Mit dem US-amerikanischen Herrenteam wurde er im Mannschaftswettbewerb Zehnter.
Gasienica starb im Juni 2023 im Alter von 24 Jahren infolge eines Motorradunfalls.

## Statistik

### Continental-Cup-Platzierungen
| Saison  | Sommer | Sommer | Winter | Winter | Gesamt | Gesamt |
| Saison  | Platz  | Punkte | Platz  | Punkte | Platz  | Punkte |
| ------- | ------ | ------ | ------ | ------ | ------ | ------ |
| 2019/20 | 095.   | 017    | –      | –      | 128.   | 017    |
| 2021/22 | –      | –      | 086.   | 019    | 123.   | 019    |